# Luigi Canzanelli
Luigi Canzanelli (Il Cairo, 21 ottobre 1921 – Murci, 7 maggio 1944) è stato un militare e partigiano italiano, noto col nome di battaglia di tenente Gino, ha ricevuto la  medaglia d'argento al valor militare alla memoria.

## Biografia
Ultimo di tre figli, Luigi Canzanelli nasce al Cairo. La famiglia si trova in Egitto perché il padre, proveniente dal napoletano, ha avuto un incarico di giudice dei tribunali misti mentre la madre, Giustina Bironzo, di origine piemontese, è maestra elementare. Luigi eredita il nome dal padre, morto poco prima della sua nascita, e più tardi deciderà di usarne il nome affettivo Gino come soprannome di battaglia.
Studia al Cairo nella scuola Don Bosco fino al 1933, quando la mutata situazione internazionale convince la signora Giustina a rientrare in Italia. La famiglia si trasferisce a Milano dove Luigi prosegue gli studi, prima al liceo scientifico Vittorio Veneto, poi alla facoltà di ingegneria industriale del Politecnico di Milano. Negli studi risulta particolarmente brillante ed è al Politecnico che probabilmente viene a contatto con le idee antifasciste di professori quali Gianfranco Mattei e Mario Alberto Rollier. Con l'avanzare degli eventi bellici, anche gli studenti vengono arruolati e Luigi, dichiarato militare di leva, viene inviato al corso Ufficiali di complemento di Pesaro e, nel 1942, assegnato al 46º Reggimento Artiglieria Motocorrazzata "Trento".

### Attività partigiana

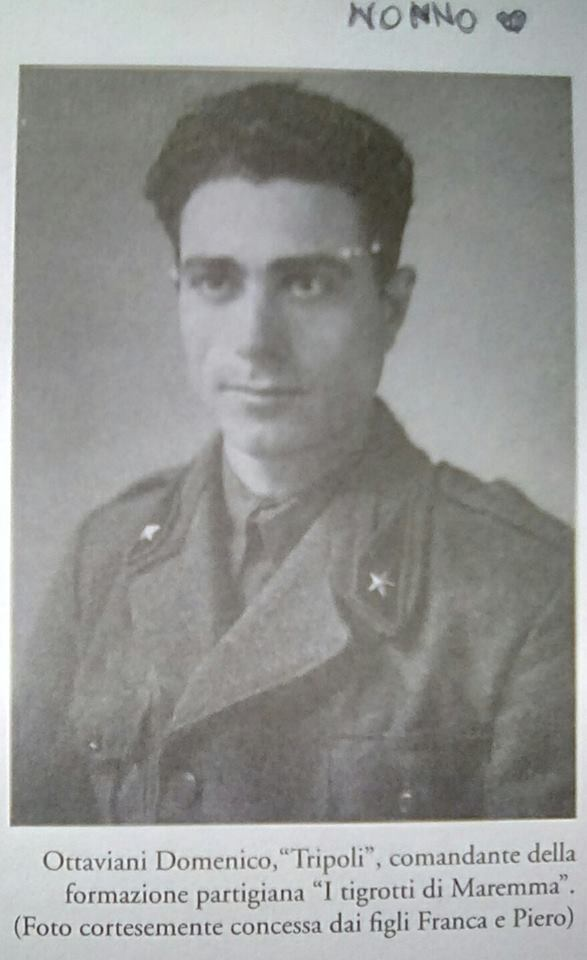
Ottaviani Domenico ("Tripoli") nei primi anni del 1950.

L'8 settembre 1943 il Canzanelli e il collega sottotenente Antonio Lucchini si trovano con l'81ª batteria cannoni anticarro a Roselle, vicino a Grosseto. I due si rendono subito conto dello sbandamento dell'esercito italiano ed entrano in azione: distruggono il posto di blocco tedesco all'aeroporto di Grosseto, si impossessano di alcune armi e cercano di raggiungere il fronte in Abruzzo. Giunti al paese di Montemerano vengono a sapere che nella zona si stanno formando gruppi di resistenza e decidono di fermarsi per preparare la popolazione alla lotta. Il 2 novembre 1943 però vengono arrestati dalla neonata Guardia Nazionale Repubblicana e condotti nel carcere di Arcidosso da cui riescono a fuggire il 17 dicembre. Canzanelli e Lucchini si danno alla macchia organizzando quello che prenderà il nome di VII Gruppo bande del Raggruppamento del Monte Amiata. Il numero dei partigiani cresce rapidamente fino a raggiungere le quasi 400 unità. Per ragioni strategiche e di sicurezza si formano allora bande di 30/50 uomini dislocate su una vasta area che copre tutta la zona sud-est della provincia grossetana, da Capalbio a Cinigiano: il coordinamento passa a Canzanelli, che ormai tutti chiamano "tenente Gino".Si ricordi una tra tante la formazione partigiana "Tigrotti di Maremma" comandata inizialmente da Ottaviani Domenico di Baccinello, nome di battaglia "Tripoli" , poi dal capitano Neo-Zelandese Roderick Lawrence e passata quindi al comando del "Tenente Gino".
Fino al maggio del 1944 il VII Gruppo effettua continui sabotaggi e assalti contro le forze tedesche e repubblichine.  Il tenente Gino guida costantemente le azioni ed effettua in prima persona i sabotaggi, come la distruzione del ponte sul Fiora a Montalto di Castro il 23 gennaio 1944. Nel mese di marzo il tenente Gino sposta il suo campo base nella macchia vicino a Murci: il 13 marzo il paese viene occupato, la sede fascista distrutta e il grano dei magazzini del Consorzio agrario distribuito alla popolazione. Le occupazioni si ripeteranno varie volte nei giorni successivi, in un paese in cui il gruppo del tenente Gino costituisce ormai l'unica autorità.
Nel frattempo la sorella Elena, venuta da Milano, lo cerca inutilmente nella zona.

### La morte
Il 7 maggio la cattura del partigiano Mario Morini a Baccinello permette ai repubblichini di organizzare un rastrellamento del campo partigiano di Murci. Nella notte una squadra di circa sessanta uomini comandata dal capitano Renzo Vitali si muove lungo la strada detta "della Dogana" tra Murci e Pomonte e riesce a sorprendere un piccolo gruppo di partigiani che, con il tenente Gino alla testa, si stanno spostando verso Murci. Subito colpito, il tenente Gino scarica il suo mitra verso i nemici, ma viene abbattuto prima che riesca ad inserire il secondo caricatore. Accanto a lui giace il suo attendente Giovanni Conti di Montemerano, morto sul colpo, mentre gli altri partigiani riescono a fuggire nella macchia.
Il giorno dell'8 maggio i corpi del Canzanelli e del Conti sono portati a Murci ed esposti, appoggiati a una siepe lungo la strada, come monito alla popolazione. Solamente a sera, su insistenza del parroco don Giovan Battista Amantini, i corpi verranno composti nella cappella del cimitero. Nei giorni successivi il gruppo del tenente Gino riesce a sfuggire ai rastrellamenti mentre il VII Gruppo bande si riorganizza sotto il comando di Lucchini.  La madre, sfollata a Inzago, viene tradotta a Milano dai fascisti e interrogata per tre giorni nel carcere di San Vittore.

## Onorificenze

### Riconoscimenti
- L'Associazione Nazionale Combattenti sezione di Murci (frazione di Scansano), grazie al contributo della popolazione, erige un cippo monumentale in località Materozzo, nel luogo in cui il tenente Gino è stato ucciso, inaugurato il 19 agosto 1945. Da allora, ogni prima domenica maggio, è meta di una cerimonia commemorativa.
- Nel 1946 al sottotenente Luigi Canzanelli viene intitolata la caserma del distretto militare di Grosseto in piazza Lamarmora, oggi sede del Comando provinciale dei Carabinieri.
- Nel 1950, in qualità di studente partigiano, ha ricevuto dal rettore Gino Cassinis:

- A Luigi Canzanelli sono intitolate piazze nei paesi di Manciano e Montemerano ed una via a Grosseto.